# Poldowski
Poldowski, pseudonimo di Régine Wieniawski (Ixelles, 16 maggio 1879 – Londra, 28 gennaio 1932), è stata una compositrice e pianista britannica, figlia del violinista e compositore polacco Henryk Wieniawski. Alcuni dei suoi primi lavori furono pubblicati con il nome Irène Wieniawska. Sposò Sir Aubrey Dean Paul, 5º Baronetto (1869–1961), diventando Lady Dean Paul. Il suo nome appariva scritto in diversi modi:
- Régine Wieniawski
- Irène Wieniawska
- Irene Regina Wieniawski o Wieniawska
- Lady Dean Paul
- Lady Irene Dean Paul
- Lady Irene Poldowski Paul
- (Madame) Poldowski, Poldowsky o Poldowska.

## Biografia
Régine Wieniawski nacque il 16 maggio 1879 a Ixelles, Bruxelles, dove suo padre, il virtuoso del violino e compositore polacco Henryk Wieniawski, si era precedentemente stabilito per la sua nomina a professore del Conservatorio Reale di Bruxelles. Sua madre era un'inglese, Isabelle Bessie Wieniawski (nata Hampton), nipote del pianista e compositore irlandese George Alexander Osborne (che aveva studiato con Johann Peter Pixis, François-Joseph Fétis e Friedrich Kalkbrenner ed era un caro amico di Frédéric Chopin e Hector Berlioz) e membro di una famiglia di Londra che aveva avuto rapporti con Rossini, Meyerbeer, Jenny Lind, Michael William Balfe e Anton Rubinštejn. Fu chiamata Régine come sua nonna paterna Regina Wolff.
Talvolta si afferma che Régine sia nata poche settimane dopo la morte di suo padre. Ma questo sembra essere un errore causato da alcune fonti precedenti che affermano che era nata nel maggio 1880 piuttosto che nel maggio 1879; suo padre morì il 31 marzo 1880, a Mosca, durante una tournée di concerti, quando Irene aveva dieci mesi.
Anche i suoi studi musicali sono contestati. Inizialmente studiò pianoforte con una certa signorina Ellis. Dichiarò ai suoi biografi ufficiali di essere entrata al Conservatorio di Bruxelles all'età di 12 anni, studiando pianoforte con Pierre Storck e composizione con François-Auguste Gevaert. Successivamente continuò gli studi a Londra con Michael Hambourg e Percy Pitt. Dopo il suo matrimonio tornò a Parigi per studiare con André Gedalge e dopo la morte del suo primo figlio studiò con Vincent d'Indy alla Schola Cantorum de Paris. Alcuni dei fatti precedenti sono però contraddetti dal fatto che il suo nome non compare in alcun registro del Conservatorio di Bruxelles.
Nel 1887, all'età di otto anni, fu presentata e diventò amica di Nellie Melba, per poi fare il suo debutto a La Monnaie. Nel 1893, a 14 anni, eseguì pubblicamente alcune sue composizioni. Era una vicina di Octave Maus e le sue canzoni Cortège e Cythère erano dedicate a Maus ed a sua moglie Madeleine.
Nel 1896 Régine Wieniawski e sua madre si trasferirono a Londra, pubblicò alcuni primi lavori con il nome di Irène Wieniawska. Nel 1901 sposò un discendente di John Churchill, I duca di Marlborough, Sir Aubrey Edward Henry Dean Paul, 5° Bt (19 ottobre 1869 - 16 gennaio 1961) a cui era stata presentata da Nellie Melba. Divenne così Lady Dean Paul e adottò la nazionalità britannica, ma continuò a pubblicare opere come "Irène Wieniawska". Ebbero tre figli:
- Aubrey Donald Fitzwarren Severin Dean Paul (1902–04)
- Sir Brian Kenneth "Napper" Dean Paul, 6th Bt. (1904-1972);[9] un muralista dilettante e fumatore di oppio, il cui ritratto fu dipinto da Lucian Freud)[10]
- Brenda Irene Isabelle Dean Paul (1907-1959; divenne una famosa attrice e "tossicodipendente di droghe comuni" che fu frequentemente arrestata con l'accusa di possesso. Trascorse del tempo nella prigione di Holloway. Morì per overdose di droga nel suo appartamento.[11][12][13][14]

La morte prematura del figlio primogenito di Lady Dean Paul la devastò e alla fine portò alla rottura del suo matrimonio. Questo le ispirò tre opere, le canzoni Soir e Berceuse d'Armorique e il brano per violino Berceuse pour l'enfant mourant. Fu allora che adottò lo pseudonimo Poldowski.
Nel 1912 Gervase Elwes presentò le sue canzoni di Paul Verlaine sul palcoscenico inglese alla Queen's Hall. Queste canzoni ebbero un grande successo a Parigi e questa esibizione suscitò una profonda impressione. Elwes era stato colpito dalla sua musica da quando l'aveva incontrata per la prima volta quasi 20 anni prima, nel 1893 a Bruxelles. Sentiva che esse mostravano "grande originalità e un grande avvenire, data la sua età". Elwes la incontrò di nuovo nel 1903, a Bruxelles, e lei gli dedicò due sue canzoni. Un concerto delle sue canzoni che avrebbe dovuto dare negli Stati Uniti con Gervase Elwes nel 1921 dovette essere cancellato quando egli fu ucciso in un tragico incidente ferroviario a Boston.
Si trasferì a Bruxelles nella primavera del 1912 dopo che Elisabetta di Baviera aveva espresso il desiderio di ascoltarla. Accompagnò Émile Chaumont nella première della sua Sonata per violino in re minore, dedicata a Octave Maus e poi fu interpretata a Parigi dal suo caro amico, il pianista francese Lazare Lévy, che aveva incontrato durante la lezione di Miss Ellis. Lévy presentò per la prima volta il suo pezzo solista per pianoforte Caledonian Market nel 1923. Nel gennaio del 1912 la sua amica Henry Wood diresse le anteprime della sua Suite miniature e dei Nocturnes ai concerti della domenica. Nel 1913 tornò a Bruxelles per l'ultima volta per accompagnare Jane Bathori-Engel in quattro dei suoi adattamenti di Verlaine.
Lei e la sua famiglia si convertirono al cattolicesimo romano nel 1916. Nel 1919, alla Queen's Hall, Henry Wood accompagnò Poldowski alla prima del suo brano per pianoforte e orchestra, "Pat Malone's Wake". Si ammalò gravemente nell'autunno del 1913. Nell'agosto 1919 Poldowski si trasferì negli Stati Uniti, dove fu pubblicata la sua "opera sinfonica" Silence nonostante gravi problemi finanziari. Si separò legalmente dal marito nel 1921.
Tornò a Londra nel 1922; i suoi visitatori abituali includevano il drammaturgo Alfred Sutro, il mezzosoprano Marguerite d'Alvarez, il direttore Eugène Goossens, fils, la clavicembalista Violet Gordon-Woodhouse, il violinista Paul Kochanski e il compositore George Gershwin.
La sua serie del 1923 di recital di mezzogiorno all'Hyde Park Hotel, nota come The International Concerts of La Libre Esthétique, attrasse Arthur Rubinstein, Jacques Thibaud e il London String Quartet. Ha anche aperto un locale alla moda haute couture boutique, dove ha prodotto diverse creazioni per la famiglia reale britannica. Durante un tour del 1925 in Spagna, le fu regalato un braccialetto di diamanti dal re e dalla regina di Spagna.

### Morte
In seguito si ammalò gravemente di polmonite, il suo polmone destro fu asportato e morì di infarto il 28 gennaio 1932, a Londra, all'età di 52 anni.

## Musica
La Poldowski era una compositrice di canzoni di talento e il suo stile mostra forti influenze di Claude Debussy. Compose brani su 22 testi francesi di Paul Verlaine, nonché testi inglesi di William Blake, William Butler Yeats, Alfred, Lord Tennyson ed altri.

## Composizioni (selezione)

### Testi di Paul Verlaine
- Trois mélodies sur des poésies de Paul Verlaine
  - 1. Dimanches d'avril
  - 2. Bruxelles
  - 3. En sourdine
- À Clymène
- A poor young shepherd
- Brume
- Circonspection
- Colombine
- Cortège
- Crépuscule du soir mystique
- Cythère
- Dansons la gigue!
- Effet de neige
- Fantoches
- Impression fausse
- L'attente
- Le faune
- L'heure exquise
- Mandoline
- Spleen
- Sur l'herbe
- Nous deux (Donc, ce sera par un clair jour d'été)

Recentemente il ciclo completo di 22 canzoni fu trascritto per gruppo da camera da David Jackson. Una registrazione del ciclo completo del Gruppo del 1904, con la 22ª canzone inedita, ''Nous deux (Donc, ce sera par un clair jour d'été)'', avrebbe dovuto essere pubblicata da Resonus Classics nel 2017.

### Altri testi
- Berceuse d'Armorique (Anatole le Braz)
- Dans une musette (Marie Closset)
- Down by the Salley Gardens (W. B. Yeats)
- La passante (her own text)
- Nocturne (des cantilènes) (Jean Moréas)
- Pannyre aux talons d'or (Albert Victor Samain)
- Sérénade (Adolphe Ratté)
- Soir (Albert Victor Samain)[22]

### Altri lavori
Her other works include:
- Silence, symphonic opera
- Laughter, operetta
- Nocturnes, orchestra
- Tenements, orchestra
- Pat Malone's Wake, piano and orchestra
- Suite miniature de chansons à danser, wind quintet[23][24]
- Caledonian Market, suite for piano
- The Hall of Machinery – Wembley, piano
- Sonatina, piano
- Study, piano
- Violin Sonata in D minor
- pieces for violin and piano such as Berceuse de l'Enfant mourant, Largo, Phryne, and Tango.[25] (The Tango was recorded by Jascha Heifetz.)[26][27]

Molte delle sue opere più sono andate perdute. Il suo catalogo completo di musica, comprese le opere inedite, compilato da David Mooney, è disponibile su SMI Music Theses Register.

## Discografia
- Tango - Jascha Heifetz, violin ; Emanuel Bay, piano (17 octobre 1946, RCA)35
- Poldowski, mélodies [27 mélodies] - Élise Gäbele, soprano ; Philippe Riga, piano ; Sylvain Cremers, hautbois d'amour (2-4 novembre 2006, Musique en Wallonie MEW 0741)36 (OCLC 547232426)
- A Verlaine songbook [5 melodies] - Carolyn Sampson, soprano ; Joseph Middleton, piano (janvier 2016, SACD BIS Records) [livret en ligne archive] (OCLC 966294235)
- Poldowski Art'songs [23 mélodies] - Angelique Zuluaga, soprano ; Gwendolyn Mok, piano ; Quatuor à cordes Alexandre ; Ryan Zwahlen, hautbois d'amour (12 ,13, 14 février et 26 août 2016 Delos DE 3538)
- Poldowski re/imagined, 22 mélodies sur les poèmes de Paul Verlaine - Ensemble 1904 : Jazmin Black-Grollemund, soprano; Angélique Charlopain, violin; Jérémie Decottignies, double bass; David Jackson, piano & arrangements (28-30 novembre 2016, Resonus Classics RES10196) [CD booklet] Archiviato il 23 agosto 2017 in Internet Archive.
- Violin Sonata in D Minor, British Women Composers - Clare Howick, violin; Sophia Rahman, piano (October 2010, Naxos 8.572291)